# N. P. Pradeep
Naduparambil Pappachan Pradeep (* 28. April 1983 in Idukki, Idukki (Distrikt)) ist ein indischer Fußballspieler. Zurzeit spielt er im Verein Mohun Bagan AC, in den vergangenen Jahren auch in der indischen Nationalmannschaft.